# 英國廣播公司本地無線電台

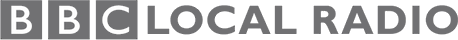
英國廣播公司本地無線電台前標誌 (2008年-2020年)。

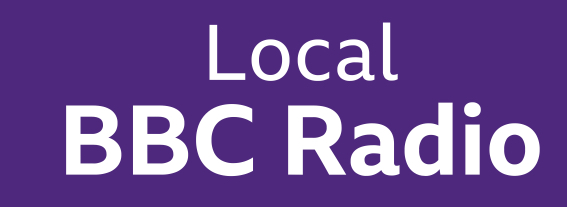
英國廣播公司本地無線電台前標誌 (2020年-2022年)。

英國廣播公司本地無線電台（英語：BBC Local Radio）是英國廣播公司（BBC）為英格蘭和海峽群島提供地域性無線電電台廣播的服務，擁有40個頻道。
最初這40個頻道由英國廣播公司和地方政府聯合投資。

## 頻道列表

### 東英格蘭
- BBC埃塞克斯郡電台
- BBC劍橋郡電台
- BBC諾福克郡電台
- BBC諾咸頓電台
- BBC沙福郡電台
- BBC三郡電台

### 東密德蘭
- BBC打比電台
- BBC李斯特電台
- BBC諾定咸電台

### 倫敦
- BBC倫敦電台

### 東北英格蘭和坎布里亞
- BBC紐卡素電台
- BBC坎布里亞電台
- BBC 蒂斯電台

### 西北英格蘭
- BBC蘭加士打電台
- BBC曼徹斯特電台
- BBC默西塞德郡電台

### 南英格蘭
- BBC伯克郡電台
- BBC牛津電台
- BBC索倫特海峽電台

### 東南英格蘭
- BBC肯特郡電台
- BBC薩里郡電台
- BBC薩塞克斯郡電台

### 西南英格蘭
- BBC根西電台
- BBC康沃爾郡電台
- BBC德雲郡電台
- BBC澤西電台

### 西英格蘭
- BBC布里斯托電台
- BBC格洛斯特郡電台
- BBC索美塞特郡電台
- BBC威爾特郡電台

### 西密德蘭
- BBC西密德蘭電台
- BBC高雲地利和和域電台
- BBC赫里福德和窩士打電台
- BBC施洛普郡電台
- BBC斯托克電台

### 約克郡
- BBC列斯電台
- BBC錫菲電台
- BBC約克電台

### 約克郡和林肯郡
- BBC亨伯賽德電台
- BBC林肯郡電台